# Vera Molnar (Schauspielerin)
Vera Molnar (* 5. Oktober 1923 in Frankfurt am Main; † 16. März 1986 in Rom) war eine deutsche Schauspielerin.

## Leben
Die gebürtige Vera Kment war die Tochter einer Deutschen und eines aus Ungarn stammenden Ingenieurs. Nach kurzer Schauspielausbildung am Max-Reinhardt-Seminar in Wien wurde sie dienstverpflichtet und arbeitete in einer Rüstungsfabrik.
Nach Kriegsende wurde sie von dem ungarischen Regisseur Géza von Cziffra entdeckt, der sie unter dem Künstlernamen „Vera Molnar“ in mehreren seiner Filme einsetzte. So 1950 eine Hauptrolle in Zarah Leanders erstem Nachkriegsfilm „Gabriela“. In der Titelrolle des Revuefilms Die Dritte von rechts wurde sie an der Seite von Peter van Eyck und Grethe Weiser ein Star des bundesdeutschen Nachkriegskinos. Mehr als sie verliehen Marika Rökk und Germaine Damar in den folgenden Jahren dem deutschen Revuefilm noch einmal Glanz. Vera Molnar übernahm unterdessen kleinere Aufgaben in italienischen und amerikanischen Produktionen, doch gelang ihr keine Karriere im internationalen Film. Auch am Theater erhielt sie nur noch kurzzeitige Engagements. Ende der fünfziger Jahre ließ sie sich in Rom nieder, wo sie als Kunstmalerin wirkte. Sie war von 1946 bis etwa 1950 mit dem Ski- und Sportlehrer Markus Moser verheiratet. Ihr zweiter Ehemann war ein italienischer Industrieller.

## Filmografie
- 1949: Höllische Liebe
- 1949: Gefährliche Gäste
- 1950: Gabriela
- 1950: Der Mann, der sich selber sucht
- 1950: Die Dritte von rechts
- 1951: Fünf Mädchen und ein Mann (A Tale of Five Cities)
- 1951: Mein Freund, der Dieb
- 1952: Der bunte Traum
- 1952: Ewige Melodie (Melodie immortali)
- 1953: Der Vetter aus Dingsda
- 1954: Dov' è la libertà...?
- 1954: Das Bekenntnis der Ina Kahr
- 1958: Zwei Herzen im Mai